# Hamburg-Bahrenfeld
Bahrenfeld ist ein Stadtteil im westlichen Hamburg. Er gehört zum Bezirk Altona. 1938 mit ganz Altona nach Hamburg eingemeindet, hatte der Stadtteil im Jahr 2023 über 31.000 Einwohner.

## Geografie
Bahrenfeld hatte 2007 eine Fläche von 10,5 km². Es grenzt im Westen an Osdorf (entlang der Flurstraße), im Südwesten an Groß Flottbek (entlang der Bundesstraße 431 und der Baurstraße), im Süden an Othmarschen und Ottensen (entlang der Altona-Blankeneser Eisenbahn), im Südosten an Altona-Nord und im Osten an Stellingen (jeweils entlang der Bahnstrecke Hamburg-Altona–Kiel) sowie im Norden an Eidelstedt (entlang der Schnackenburgallee) und im Nordwesten an Lurup (entlang der Straße Achtern Styg und der nördlichen Grenze des Altonaer Volksparks).

## Geschichte
Bahrenfeld wurde im Jahr 1256 erstmals erwähnt. Über Jahrhunderte war es ein kleines Bauerndorf an der Straße von Hamburg nach Pinneberg, das die meiste Zeit zur Herrschaft Holstein-Pinneberg gehörte.
1867 wurde Bahrenfeld preußisch und im gleichen Jahr an die neueröffnete Altona-Blankeneser Eisenbahn angeschlossen. In der Folgezeit siedelten sich erste Industriebetriebe an. Von 1892 bis 1895 wurde das Gaswerk gebaut, heute „Altes Gaswerk“ im Otto von Bahrenpark. In der Umgebung des Gaswerks entstanden größere Industrieunternehmen, u. a. 1890 die Margarinefabrik A. L. Mohr (zunächst Friesenweg, später Stresemannstraße 375) und 1912 die Elektromaschinen-Fabrik Conz (Gasstraße 6/10). Ab 1910 entstanden ausgedehnte Arbeitersiedlungen an der Grenze zu Ottensen.

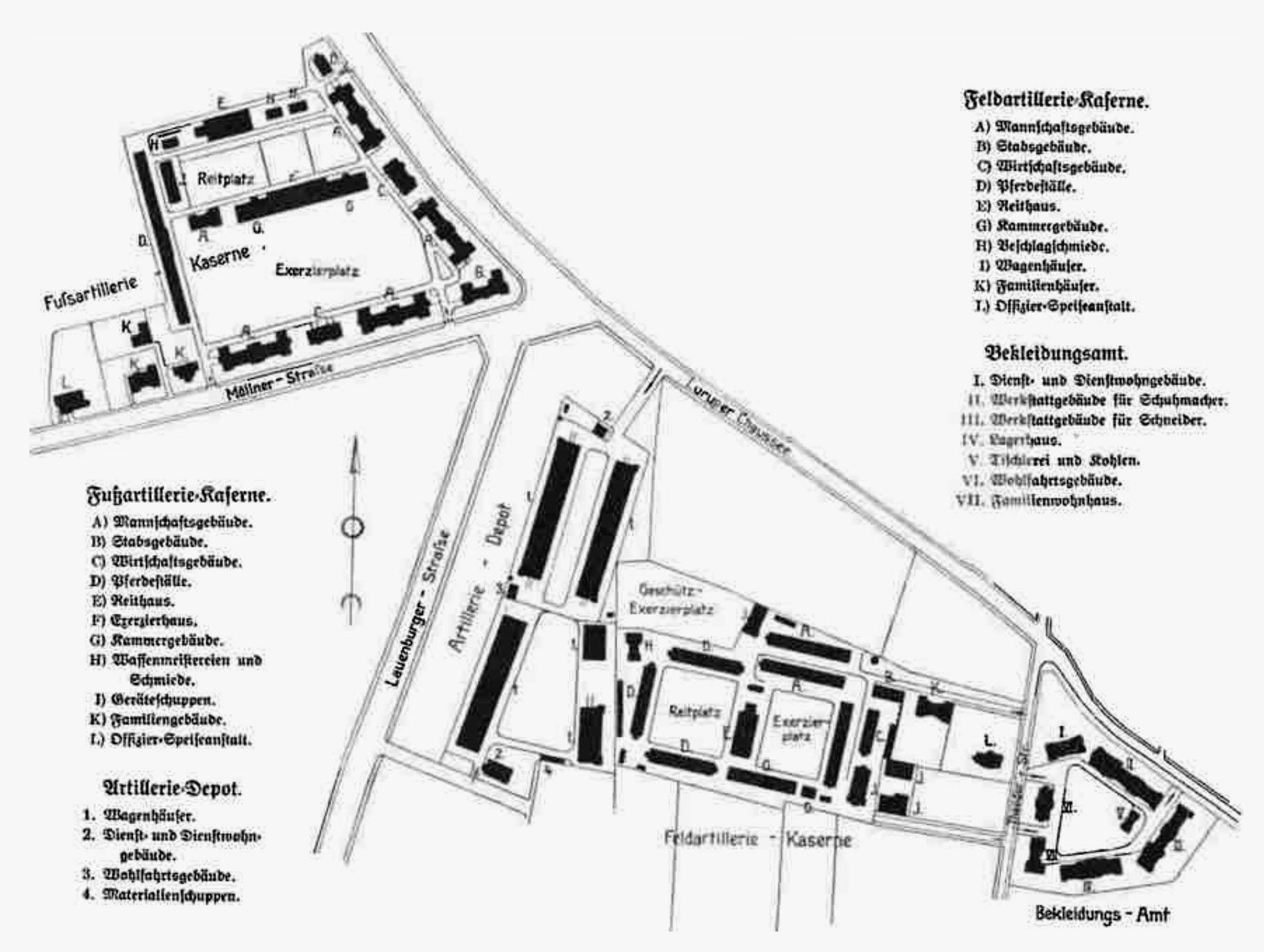
Karte der Garnisonsanlagen in Bahrenfelds (vor 1918)

Parallel zur Industrialisierung des preußischen Bahrenfelds erfolgte auch die Militarisierung durch Bauten und großflächige Anlagen für das Deutsche Heer. Zuerst wurden in Kiesgruben Schießstände angelegt. 1894 wurde die Feldartillerie-Kaserne in der Theodorstraße / südlich der Luruper Chaussee fertiggestellt. Dieser Kasernenkomplex wurde später „Alte Artillerie-Kaserne“ genannt. Hier zog zuerst das Feldartillerie-Regiment Nr. 24 ein, ab 1899 dann die II. Abteilung und der Regiments-Stab des neugebildeten Lauenburgischen Feldartillerie-Regiments Nr. 45. An die Feldartillerie-Kaserne schloss westlich das Artillerie-Depot an, gelegen an der Lauenburger Straße (heute Ebertallee). Von 1901 bis 1904 wurde das Bekleidungsamt des IX. Armee-Korps erbaut, gelegen südöstlich der Kreuzung von Luruper Chaussee und Theodorstraße und somit auf der gegenüberliegenden Seite der Feldartillerie-Kaserne. Kurz vor Ausbruch des Ersten Weltkriegs wurde noch die Fußartillerie-Kaserne (auch „Neue Artillerie-Kaserne“ genannt) in der Möllner Straße (heute Notkestraße) gebaut. Dort sollte das Lauenburgische Fußartillerie-Regiment Nr. 20 einziehen.
1890 wurde Bahrenfeld zusammen mit Ottensen, Othmarschen und Övelgönne nach Altona/Elbe eingemeindet, mit dem es nach dem Groß-Hamburg-Gesetz 1938 ein Teil Hamburgs wurde. Bei der anschließenden Neuordnung der Hamburger Stadtteilgrenzen nach dem Zweiten Weltkrieg wurde Bahrenfeld um Teile der einstigen Ottensener Feldmark (auch Neu-Ottensen genannt) nach Osten erheblich erweitert. Damit wurden durch die Einheitsgemeinde Hamburg die neuen Stadtteilgrenzen von Bahrenfeld, Ottensen und Altona Nord an die Begrenzung durch die Gleisanlagen angepasst, ohne auf historische Grenzen Bezug zu nehmen.
Nach Kriegsende 1918 und der durch die Bestimmungen des Vertrags von Versailles auf 100.000 Mann limitierten Reichswehr wurden die Kasernen in Bahrenfeld nicht mehr benötigt. 1923 verlegte das Unternehmen Reemtsma seine Zigarettenproduktion von Erfurt nach Altona-Bahrenfeld, auf das Gelände der Fußartillerie-Kaserne. Dort siedelte sich auch die Schokoladenfabrik Gartmann an. Ab 1930 produzierte auch die British American Tobacco in Bahrenfeld, in Gebäuden des ehemaligen Bekleidungsamtes. Im Zuge der Aufrüstung nach 1933 wurden die Kasernen durch diverse Wehrmachts- und Polizeieinheiten wieder militärisch genutzt.
Nach Auszug von BAT wurde das Areal des Bekleidungsamtes zu Eigentumswohnungen umgebaut, die unter dem Namen „Westend Village“ vermarktet wurden.
Seit der Eröffnung der Bundesautobahn 7 Mitte der 1970er Jahre ist Bahrenfeld in zwei Teile zerschnitten, das alte Zentrum um den Bahrenfelder Marktplatz verschwand. Ab voraussichtlich 2028 soll ein begrünter Altonaer Deckel die Lücke wieder schließen.

## Statistik

### Einwohnerentwicklung
| 1840 | 1890  | 1914  | 1939   | 1956   | 2013   | 2022   |
| ---- | ----- | ----- | ------ | ------ | ------ | ------ |
| 400  | 2.200 | 9.400 | 26.000 | 43.000 | 27.274 | 31.311 |

- Anteil der unter 18-Jährigen: 17,8 % (Hamburger Durchschnitt: 16,8 % (Dezember 2023))[2]
- Anteil der über 64-Jährigen: 12,9 % (Hamburger Durchschnitt: 17,8 % (Dezember 2023))[2]
- Ausländeranteil: 25,1 % (Hamburger Durchschnitt: 20,7 % (Dezember 2023))[2]
- Arbeitslosenquote: 8,5 % (Hamburger Durchschnitt: 6,2 % (Dezember 2023))[2]

Das durchschnittliche Einkommen je Steuerpflichtigen beträgt in Bahrenfeld 43.669 Euro jährlich (2020), der Hamburger Gesamtdurchschnitt liegt bei 48.035 Euro.

## Politik
Für die Wahl zur Bürgerschaft gehört Bahrenfeld zum Wahlkreis Altona. Die Bürgerschaftswahl 2025 führte zu folgendem Ergebnis:
Bei den Bürgerschaftswahlen 2025, 2020, 2015, 2011, 2008, 2004 und 2001 kam es zu folgenden Ergebnissen:
| Bürgerschaftswahl | SPD    | Grüne 1) | Linke 2) | CDU    | AfD    | FDP    | Übrige    |
| ----------------- | ------ | -------- | -------- | ------ | ------ | ------ | --------- |
| 2025              | 28,8 % | 26,8 %   | 18,9 %   | 11,4 % | 04,6 % | 01,7 % | 07,8 %    |
| 2020              | 32,1 % | 32,9 %   | 16,3 %   | 05,5 % | 03,1 % | 02,8 % | 05,5 %    |
| 2015              | 44,9 % | 19,1 %   | 14,3 %   | 07,8 % | 03,8 % | 04,8 % | 05,3 %    |
| 2011              | 51,7 % | 15,5 %   | 09,0 %   | 12,6 % | –      | 04,2 % | 07,0 %    |
| 2008              | 38,8 % | 13,8 %   | 08,5 %   | 31,9 % | –      | 04,1 % | 02,9 %    |
| 2004              | 34,9 % | 18,6 %   | –        | 36,2 % | –      | 02,7 % | 07,6 %    |
| 2001              | 42,0 % | 11,4 %   | 00,7 %   | 20,3 % | –      | 04,0 % | 21,8 % 3) |

Bei den Wahlen zur Bezirksversammlung ist der Stadtteil auf die Wahlkreise „Altona-Nord / Bahrenfeld-Ost“ und „Bahrenfeld-West / Goß Flottbek / Othmarschen“ aufgeteilt. Bei Bundestagswahlen zählt Bahrenfeld zum Bundestagswahlkreis Hamburg-Altona.

## Kultur und Sehenswürdigkeiten

### Parks

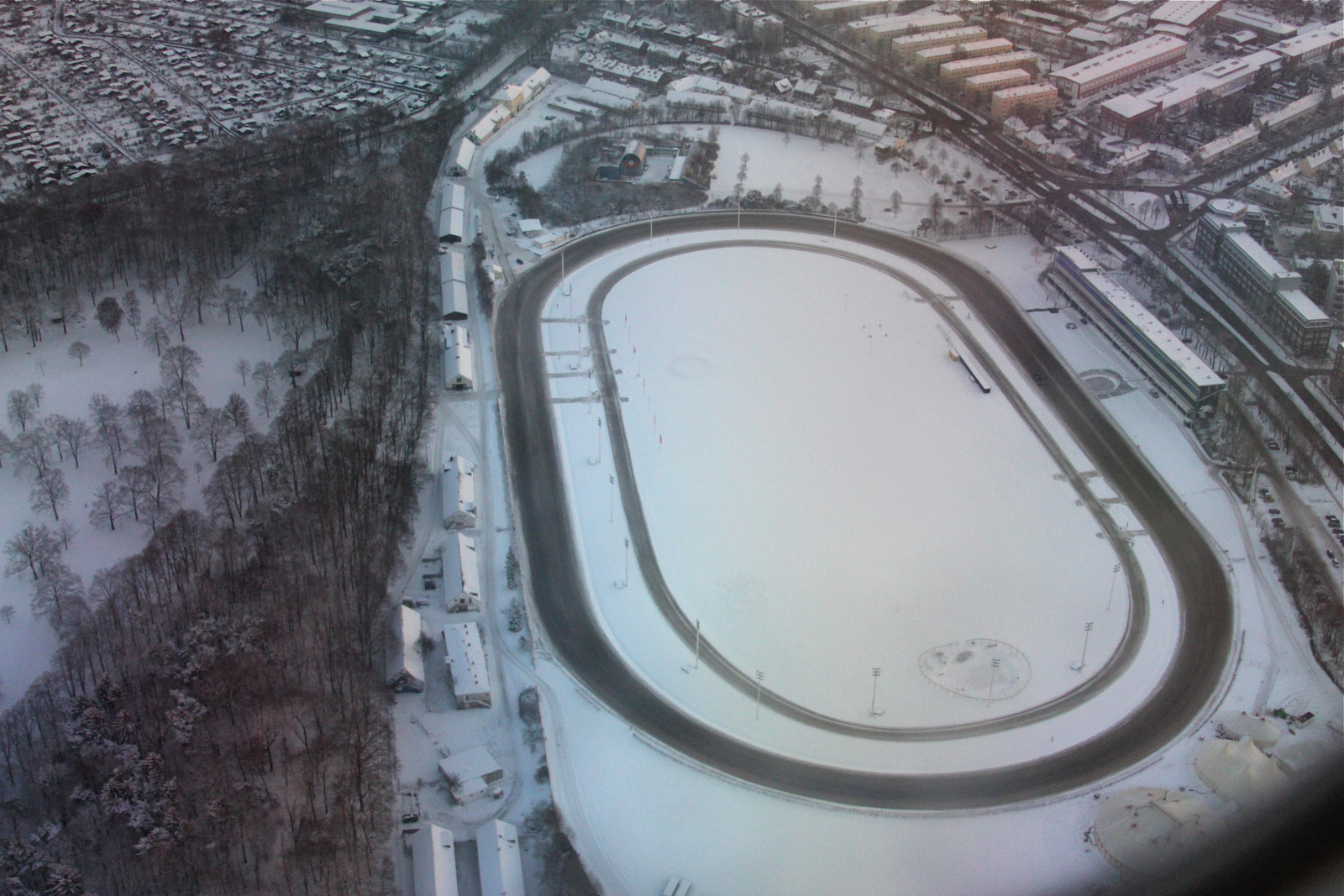
Trabrennbahn Bahrenfeld

Der Altonaer Volkspark schließt sich nördlich an die Bahrenfelder Trabrennbahn an. Er ist Hamburgs größter öffentlicher Park (205 Hektar) und reicht bis an Lurup, Eidelstedt und Stellingen heran.
Der nach Käthe Starke-Goldschmidt benannte Goldschmidtpark ist zwischen A 7, B 431 und Bahrenfelder Chaussee gelegen. Zuvor hieß der Park Bonnepark, benannt nach Georg Bonne. Aufgrund von Bonnes Nähe zum NS-Regime wurde im August 2021 durch den Hamburger Senat entschieden, den Park umzubenennen. Im Park stand das Bonnehaus, in dem Bonne aber nie wohnte. Es wurde 1895 von Carl Friedrich Gajen erbaut und als Herrensitz genutzt. Später zog der IOGT (International Organisation of Good Templars) in das Haus ein. Nach der Machtergreifung der Nationalsozialisten wurden die Räumlichkeiten zu insgesamt sechs unterschiedlich großen Wohnungen umgebaut. Das Bonnehaus wurde im Zuge des Neubaus der A 7 abgerissen. Im westlichen Teil des früheren Bonneparks, der durch den Bau der A 7 abgetrennt wurde, befindet sich der Bahrenfelder See, weswegen dieser Teil heute Park Bahrenfelder See genannt wird.
In Bahrenfeld gibt es mehrere große Friedhöfe. Neben dem Altonaer Hauptfriedhof am Volkspark sind das der jüdische Begräbnisplatz am Bornkampsweg, der Mennonitenfriedhof am Holstenkamp und die evangelischen Friedhöfe am Holstenkamp, am Bornkamp und am Diebsteich. All diese sind erlebbare Überbleibsel der Glaubensfreiheit in Altonas Geschichte.
Das Gelände des Lise-Meitner-Parks am DESY (darum auch: Desy-Wiesen) wurde aus Boden gestaltet, der beim Bau des Hamburger Elbtunnels angefallen war.
Der Otto von Bahrenpark beinhaltet zwar auch eine Grünanlage, er bezeichnet jedoch ein Immobilienobjekt, welches ein denkmalgeschütztes Gebäudeensemble des ehemaligen Gaswerks beinhaltet.

### Weitere Bauwerke

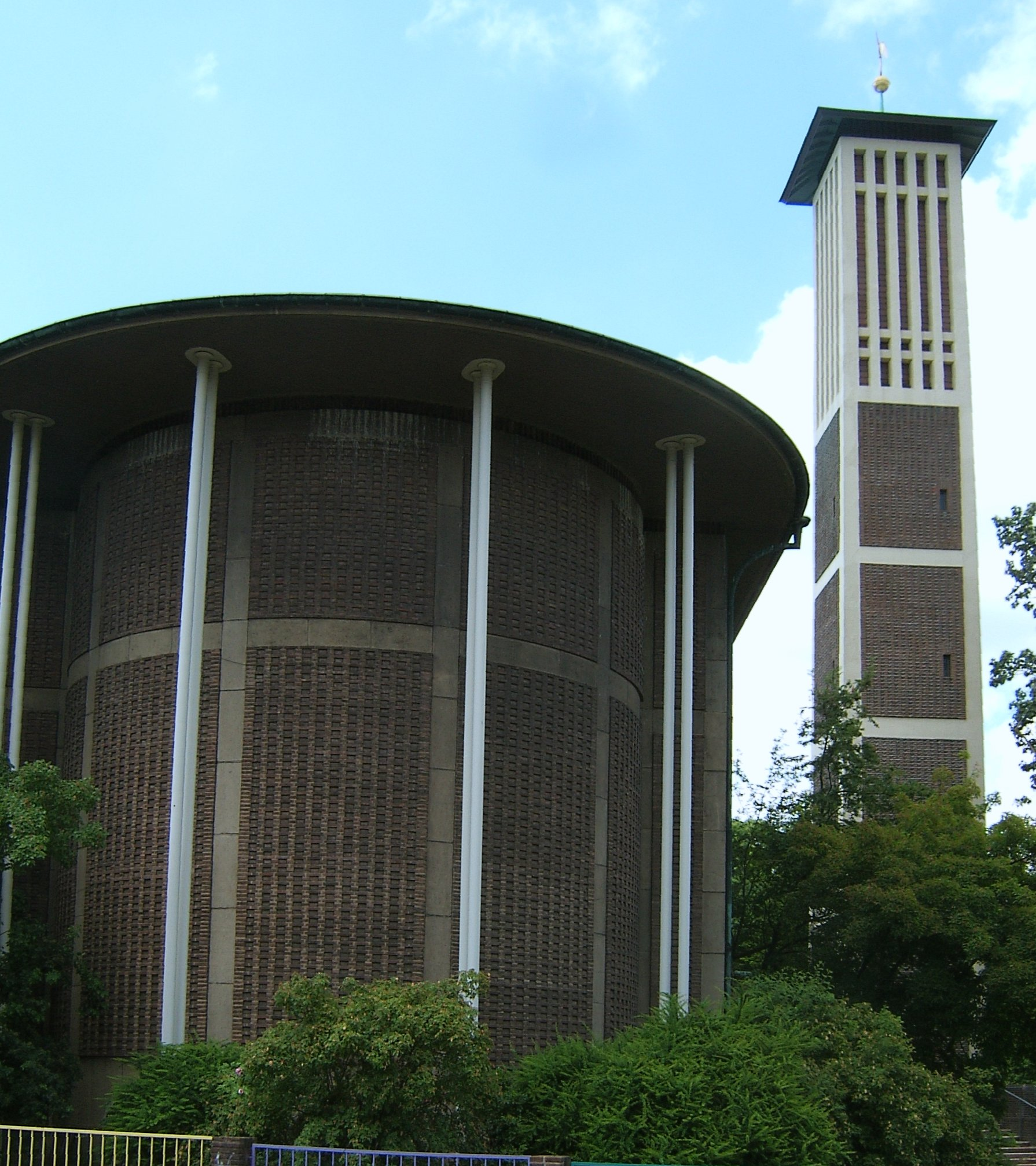
Paul-Gerhardt-Kirche

Der Dahliengarten ist eine der wenigen touristischen Attraktionen Bahrenfelds. Jedes Jahr finden mehr als eine Viertelmillion Besucher den Weg in diesen eintrittsfreien Garten. Er ist Teil des Altonaer Volksparks und befindet sich an der Ecke Luruper Chaussee/Stadionstraße. Der Dahliengarten wurde 1920 eingeweiht. Er ist 1½ Hektar groß, und es handelt sich mit 14.227 Dahlien um Europas Dahliengarten mit den meisten Raritäten. Die Saison dauert normalerweise von Ende Juni bis Ende Oktober (bis zum ersten Frost).
Am Nordrand des Altonaer Volksparks liegen die Sportarenen Barclays Arena, die ehemalige Heimat des inzwischen aufgelösten DEL-Clubs Hamburg Freezers und des Handballvereins HSV Hamburg, die heute überwiegend für Konzerte genutzt wird, und das Volksparkstadion, Spielstätte des Fußballbundesligisten  Hamburger SV, sowie die Eis- und Ballsporthalle q.beyond Arena.
Auch die evangelische Lutherkirche (Bahrenfelds erste Kirche, erbaut 1910), östlich von Autobahn und Volkspark gelegen, ist einen Abstecher wert. Neben der Lutherkirche besitzt Bahrenfeld mit der Paul-Gerhardt-Kirche im Osten des Stadtteils und der Freien evangelischen Gemeinde Hamburg-Bahrenfeld zwei weitere evangelische Kirchen.

## Wirtschaft und Infrastruktur

### Verkehr
Bahrenfeld ist gut an den überregionalen Straßenverkehr angeschlossen. Durch Bahrenfeld führt die Bundesautobahn 7, an ihrer Ausfahrt Nr. 28 schneidet sie die Bundesstraße 431, die Bahrenfeld von Ost nach West durchquert.
Bahrenfeld ist mit den Bahnhöfen Bahrenfeld und Ottensen (Grenze zwischen Bahrenfeld und Ottensen) an der Bahnstrecke Hamburg-Altona–Wedel sowie Diebsteich (Grenze zwischen Bahrenfeld und Altona-Nord) an der Bahnstrecke Hamburg-Altona–Kiel und der City-S-Bahn Hamburg an das Netz der S-Bahn Hamburg (Linien S1, S3, S5) angeschlossen.

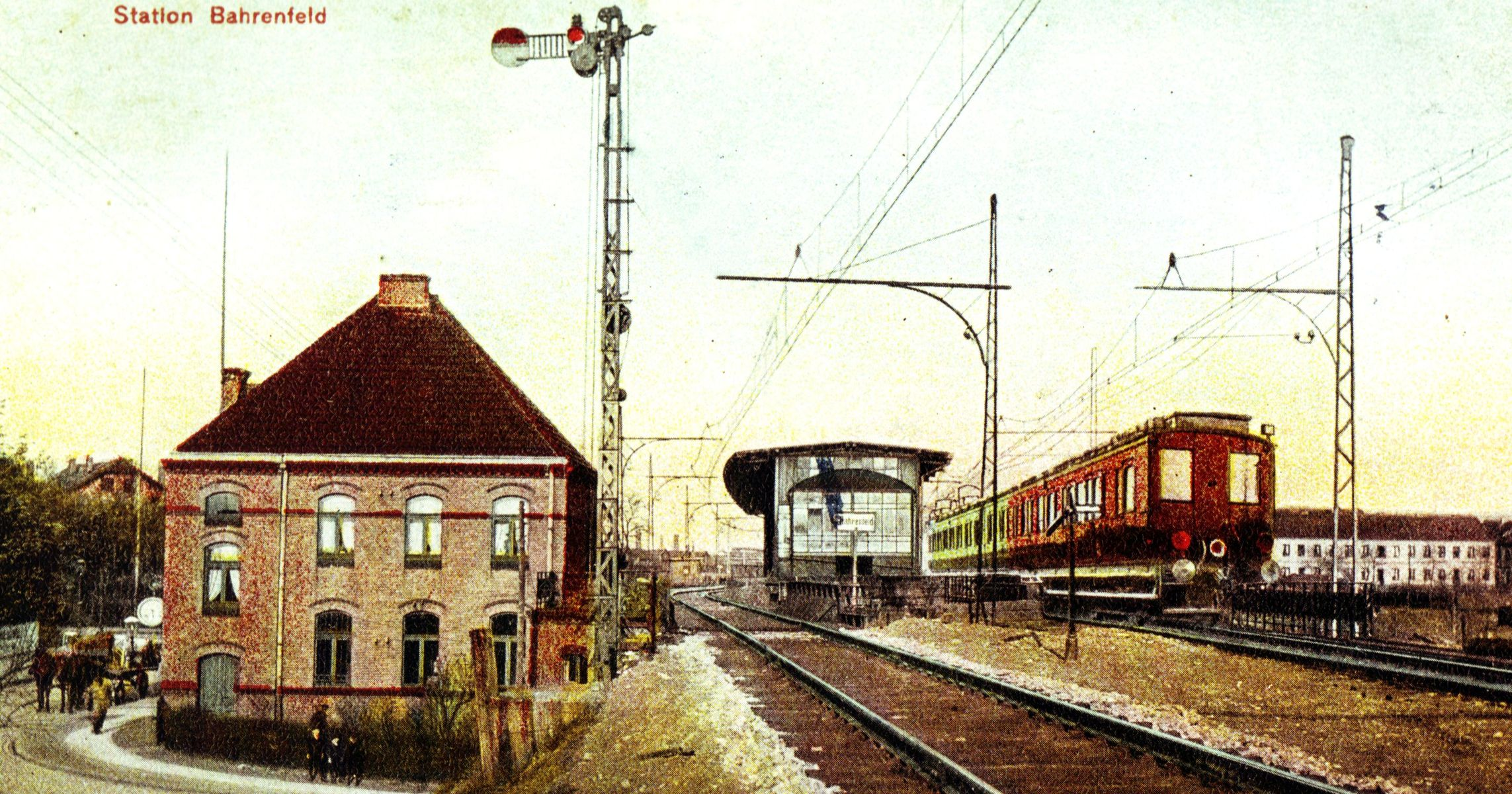
Vorortbahnhof Bahrenfeld um 1910
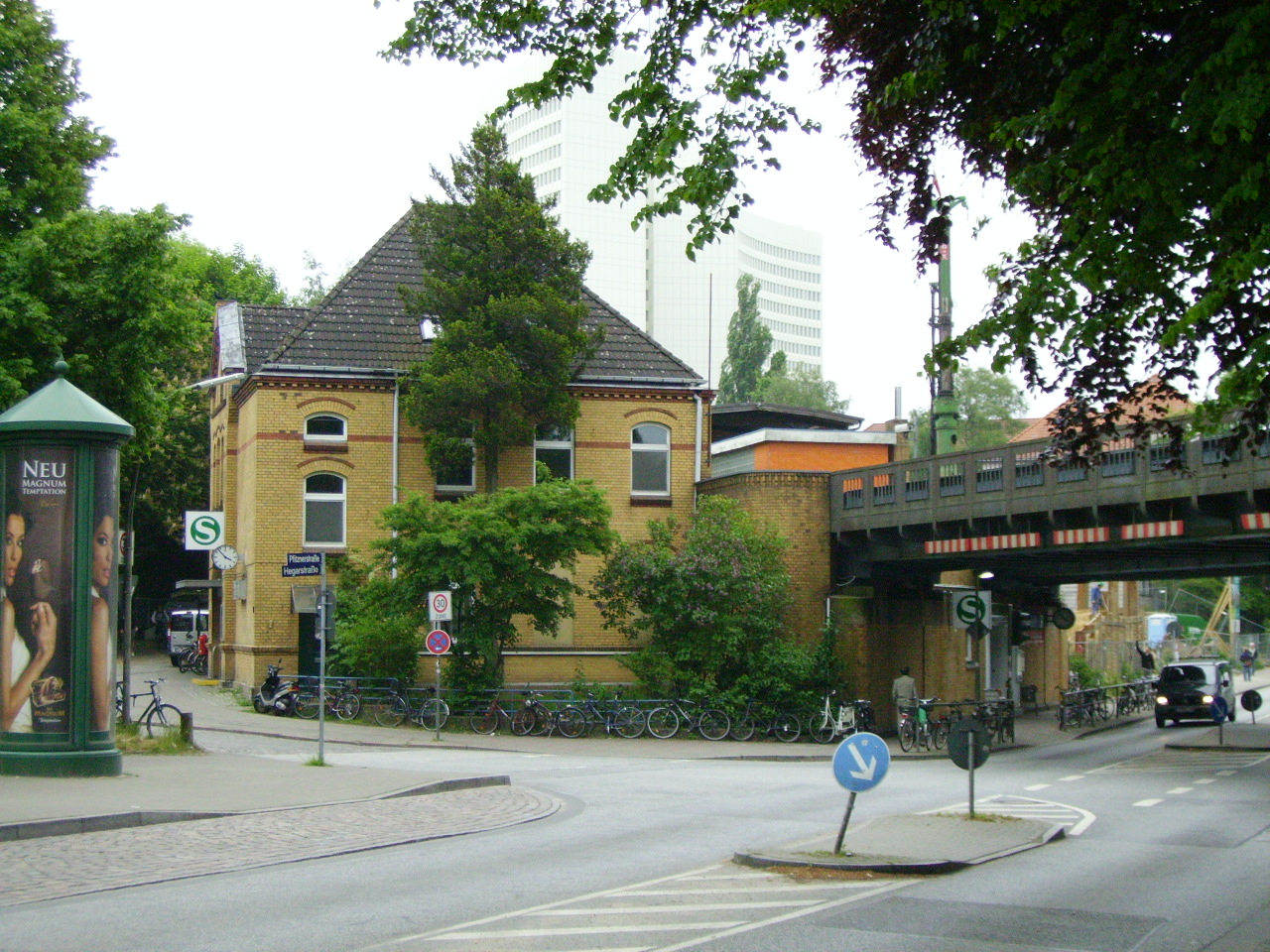
S-Bahn-Station Bahrenfeld.
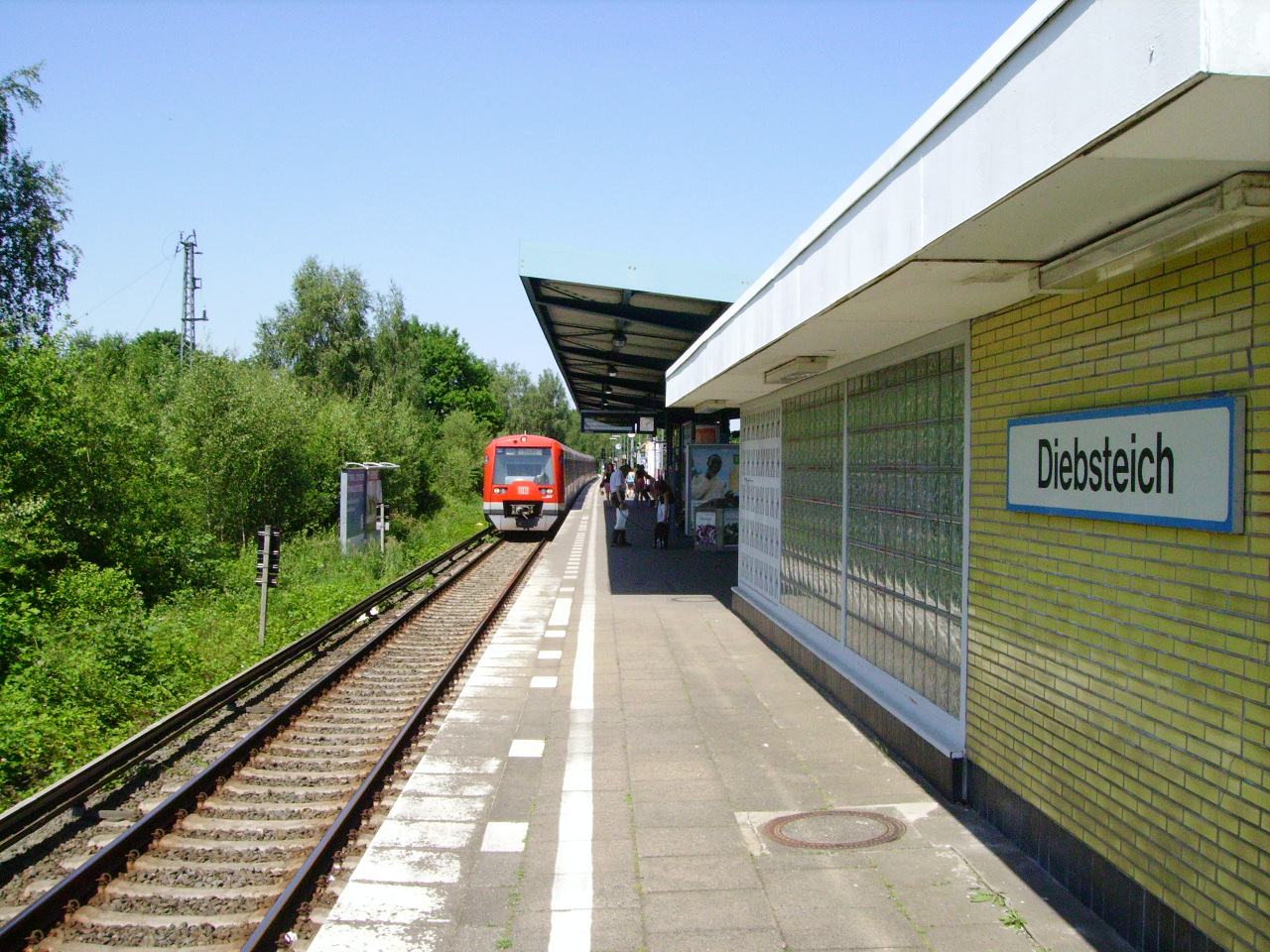
S-Bahn-Station Diebsteich (vor dem Abriss ab Oktober 2022).

In Bahrenfeld befand sich der nördliche Teil des Schienennetzes der Ottensener Industriebahn, einer Anschlussbahn mit Rollbockverkehr. Reste davon sind im Straßenplanum noch zu erkennen.
Durch Bahrenfeld verkehren die Metrobuslinien 1 (S-Rissen – S Blankenese – Schenefelder Holt – S Othmarschen – Bf. Altona), 2 (Schenefeld , Achterndiek/Schenefeld, Busbetriebshof – Rugenbarg (Nord) – Trabrennbahn Bahrenfeld – Bf. Altona) und 3 ((Schenefelder Platz –) Stadionstraße – Rathausmarkt – Hbf – Kraftwerk Tiefstack), die Xpressbuslinie X3 (Schenefelder Platz – Osdorfer Born – S Holstenstraße – U Feldstraße – U/S Jungfernstieg – U Meßberg), die Schnellbuslinie 37 (Schenefelder Platz – Bramfeld, Dorfplatz) sowie die Stadtbuslinien 180 (S-Stellingen – S-Holstenstraße), 283 (Elbe-Einkaufszentrum – Altona – Kalvslohtwiete), 284 (U Niendorf Nord – Rugenbarg (Nord) – AK Altona / Kressenweg) und 288 (Pflegezentrum Lutherpark – Fischmarkt) verbinden den Stadtteil mit der Hamburger Innenstadt und dem Regionalzentrum Hamburg-Altona.

### Ansässige Unternehmen

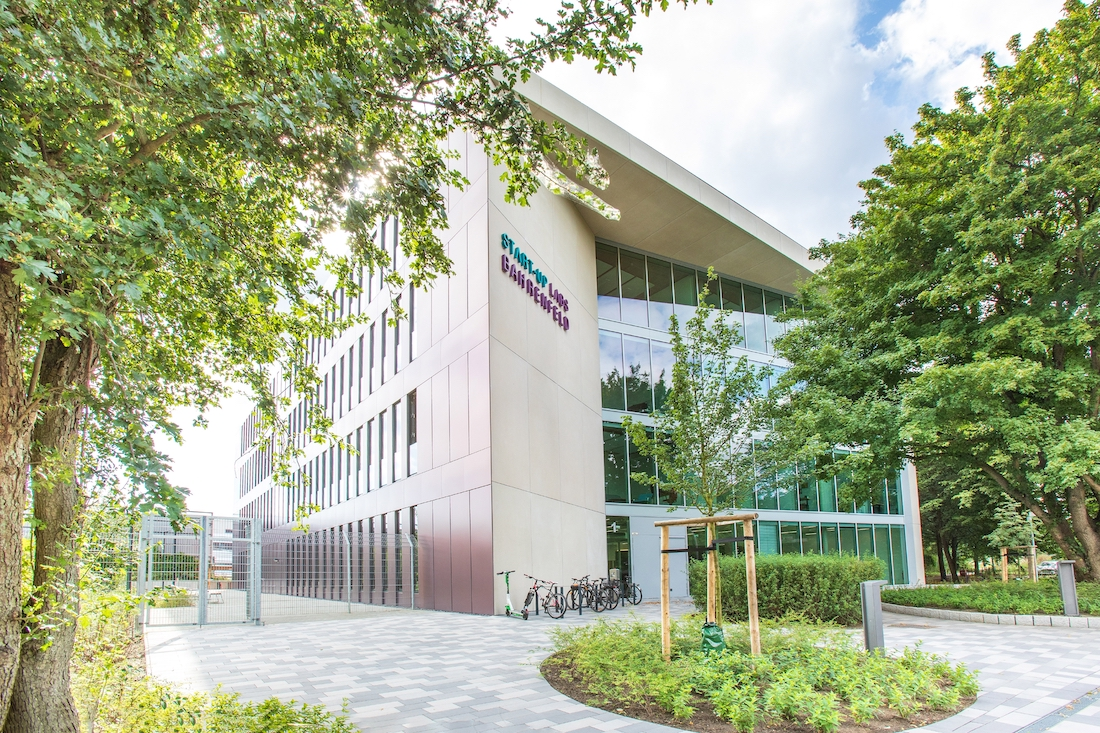
Im September 2021 wurden die Start-up Labs Bahrenfeld eröffnet, ein Innovationszentrum von DESY, der Universität Hamburg und der Freien und Hansestadt Hamburg. Science City Bahrenfeld

Aufgrund seiner günstigen Lage ist Bahrenfeld Sitz diverser Unternehmen, insbesondere im Dienstleistungs- und Verarbeitungsbereich. Ein großes Industrie- und Gewerbegebiet zieht sich durch den Nordosten des Stadtteils.
Die Zahl der ansässigen Handwerksbetriebe gibt die Stadtteilstatistik mit 356 für das Jahr 2007 an, 2002 waren es 281.
- Audiolith Records
- AstraZeneca Deutschland
- Carl Kühne KG (Essig-Kühne) (nur noch Hauptverwaltung, produziert wird inzwischen in sechs deutschen Werken sowie in Frankreich, der Türkei und Polen)
- Euler Hermes
- Jimdo
- Die Zeitung Hamburger Morgenpost (MOPO)
- Der Yachtausrüster A. W. Niemeyer
- Rotring
- Klavierbauer Steinway & Sons, heute Steinway Musical Instruments
- Berendsohn AG

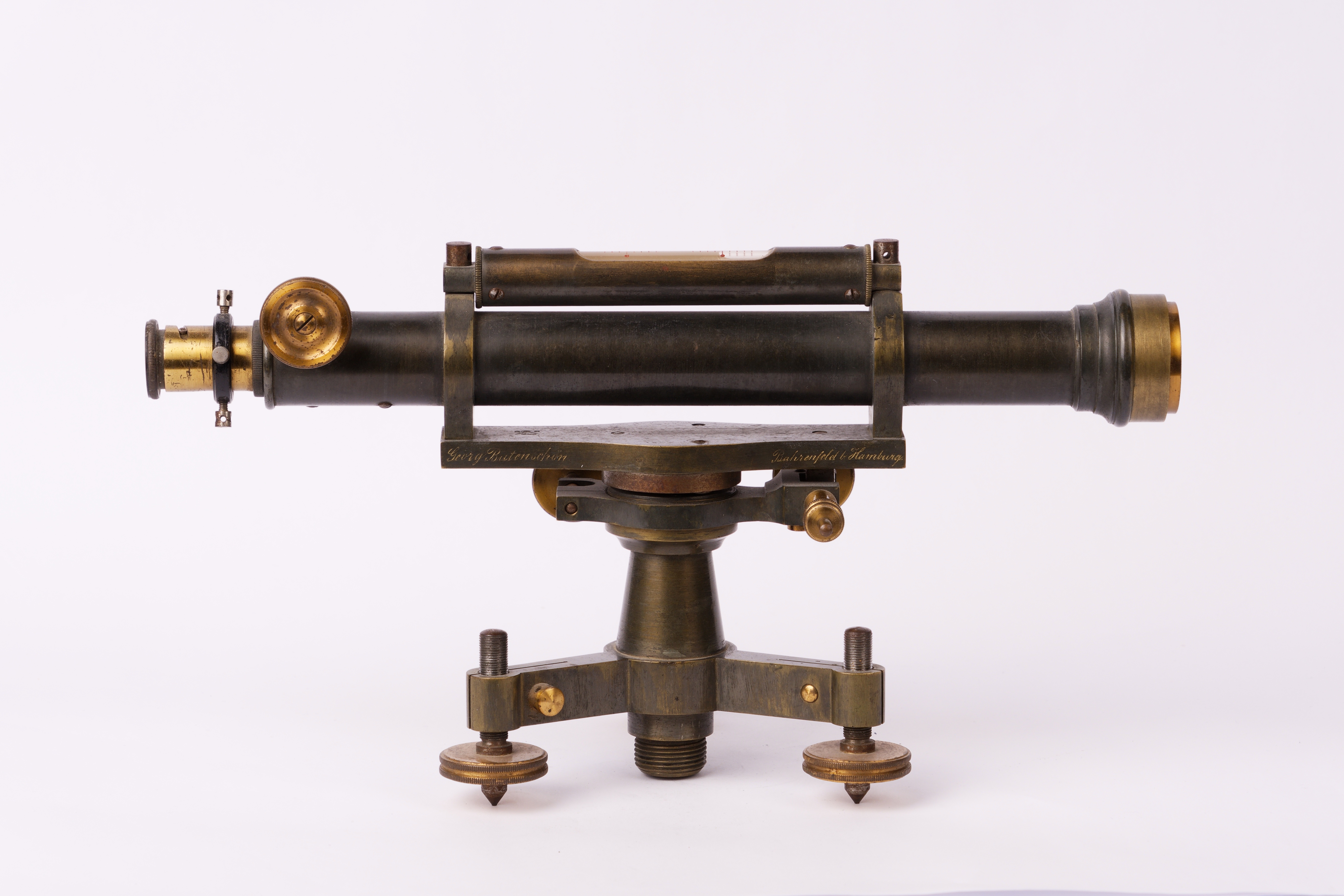
Nivelliergerät, Georg Butenschön, Bahrenfeld/Hamburg, um 1900.

Um die Wende vom 19. zum 20. Jahrhundert befand sich im Bahrenfeld die Firma Georg Butenschön, die für die Herstellung von Vermessungsinstrumenten bekannt war.

### Öffentliche Einrichtungen
- Die Freiwillige Feuerwehr Ottensen-Bahrenfeld hat ihre Dienststelle im Friesenweg.
- An der Notkestraße besaß das THW-Ortsverband Hamburg-Altona bis zum August 2011 ein Gelände für seine Zwecke.
- In der Notkestraße 95 hat die Polizei Hamburg das Kommissariat 25 eingerichtet (ehemals in der Silcherstraße).

### Forschung und Bildung
Das Deutsche Elektronen-Synchrotron DESY in der Helmholtz-Gemeinschaft, ein weltweit renommiertes Forschungsinstitut für Teilchenphysik, unterhält ein Forschungszentrum in Bahrenfeld; ausgehend vom Gelände untertunnelt der inzwischen stillgelegte Teilchenbeschleuniger HERA den nördlichen Teil Bahrenfelds. Das DESY gehört mit seinen rund 1800 Mitarbeitern zu den größten Arbeitgebern im Stadtteil. 1992 erhielt DESY den zweiten Standort DESY Zeuthen südöstlich von Berlin.
Des Weiteren befinden sich auf dem DESY-Gelände Außenstellen des Max-Planck-Institut für Struktur und Dynamik der Materie, des Helmholtz-Zentrum Geesthacht und des European Molecular Biology Laboratory.
Neben DESY entsteht Science City Bahrenfeld.
Innerhalb der Wohngebiete sind sechs Schulen angesiedelt, darunter die Esther Bejarano Schule (vorher Stadtteilschule Bahrenfeld bzw. Gesamtschule Bahrenfeld), die denkmalgeschützte Grundschule Mendelssohnstraße sowie im Kielkamp eine Sonderschule für Kinder mit Behinderung. 2007 gab es im Stadtteil 2.295 Schüler.